# Salto Mortale (film en français, 1931)
Pour plus de détails, voir Fiche technique et Distribution.
Salto Mortale est un film franco-allemand réalisé par Ewald André Dupont, sorti en 1931.
Il s'agit de la version en français du film Salto Mortale tourné la même année.

## Fiche technique
- Titre : Salto Mortale
- Réalisation : Ewald André Dupont
- Scénario : Alfred Machard
- Pays d'origine : France - Allemagne  République de Weimar
- Format : Noir et blanc
- Genre : drame
- Durée : 89 minutes
- Date de sortie : 1931

## Distribution
- Gina Manès : Marina
- Daniel Mendaille : Jim
- Léon Roger-Maxime : Robby
- Alfred Machard : l'agent de publicité
- François Viguier : Grimby
- André Saint-Germain